# Обухов (Ростовская область)
Обухов — хутор в Аксайском районе Ростовской области. Входит в состав Грушевского сельского поселения.

## География
Расположен в 35 км (по дорогам) северо-восточнее районного центра — города Аксай, на границе с городским округом Новочеркасск. Хутор находится на правом берегу реки Грушевка.
На хуторе имеется одна улица: Садовая.

## Население
| 1989 | 2002 | 2010 |
| ---- | ---- | ---- |
| 34   | ↘19  | ↗27  |

## Достопримечательности
Поблизости хутора Обухов расположены археологические объекты, которым присвоен охранный статус согласно Решению Малого Совета облсовета № 301 от 18 ноября 1992 года. У всех объектов местная категория охраны.
- Курганный могильник «Обухов-1» — памятник археологии, расположен на 0,2 километра западнее хутора Обухов[4].
- Курганный могильник «Обухов-2» — объект, который расположен на 2,1 километров западнее хутора Обухов. Его территория находится на 660 метров севернее шоссе хутор Обухов — трасса Ростов-Шахты[5].
- Курганный могильник «Черкассов-1». Памятник археологии. Расположен в северо-западном направлении на расстоянии 2,1 километров от хутора Обухов[6].
- Курганный могильник «Сусол-4». Археологический памятник, расположен на 1 километр на север-северо-запад от территории хутора[7].
- Курганный могильник «Черкассов-2». Его территория располагается на расстоянии 2,6 километров северо-северо-западнее хутора Обухов, на расстоянии 2,8 километров северо-северо-восточнее от пересечения трассы Ростов-Шахты, а также дороги Родионово-Несветайская[8].
- Курганный могильник «Черкассов-3». Его территория расположена поблизости хутора Обухов, на расстоянии 2,7 километров на север от пересечения дорог Ростов-Шахты и Родионово-Несветаевская[9].
- Курганный могильник «Черкассов-4» — археологический объект, расположенный поблизости хутора Обухов, на расстоянии 4 километров северо-северо-западнее от места пересечения дорог Ростов-Шахты и Родионово-Несветаевская[10].